# Милосав Влајић
Милосав Влајић (Парцани, код Сопота, 4. јануар 1921 — Влашка, код Младеновца, 25. јун 1943) био је учесник Народноослободилачке борбе и народни херој Југославије.

## Биографија
Рођен је 4. јануара 1921. у селу Парцани, код Сопота. Потицао је из сиромашне сељачке породице. Његови родитељи Живан и Зорка, нису имали пара да га школују, па је од малих ногу радио код имућнијих сељака. Године 1938, као седамнаестогодишњак, запослио се као радник на прузи и ту је радио до почетка Другог светског рата у Југославији, априла 1941. године.
Почетком августа 1941. отишао је у партизане. Ступио је у Прву чету Космајског партизанског одреда и учествовао у свим акцијама одреда. Посебно се истакао у борбама које је Космајски одред водио на железничке сланице Рипањ, Раља и Ђуринци, септембра 1941. године. Извесно време, био је и пушкомитраљезац, а за исказану храброст у акцијама, постављен је за водника. У чланство Комунистичке партије Југославије (КПЈ) примљен је крајем 1941. године.
Посебно се истакао у „раљској акцији” када је са групом бораца у ноћи 4/5. септембра 1941. на излазу из раљског тунела, у близини железничке станице, напао немачки теретни воз. Налазећи се на брду изнад самог тунела, отворио је ватру из свих оружја и бацио неколико боби на локомотиву и вагоне. Ова изненадна акција приморала је Немце да се повуку назад у Младеновац. У јесен 1941. са Космајским одредом је прешао на Рудник, а одатле се услед Прве непријатељске офанзиве, са главнином партизанских снага повукао у Санџак. Заједно са групом бораца, почетком 1942. се вратио на терен Космаја, где су водили непрекидне борбе против окупаторско-квислиншких снага. У овом периоду се посебно истакао током пробијања кроз непријатељски обруч код Венчана, фебруара 1942, као и у борби са Немцима у Барајеву.
Извесно време током 1942. био је и члан Среског комитета КПЈ за космајски срез, а крајем исте године постављен је за заменика команданта Првог шумадијског одреда. Када је маја 1943. обновљен Космајски партизански одред, постављен је за заменика команданта. Недуго потом, почетком јуна 1943. одређен је за заменика команданта Самосталног батаљона, који је касније послужио као језгро за формирање Прве шумадијске народноослободилачке бригаде.
Као заменик команданта одреда, а потом и самосталног батаљона, учествовао је у акцијама и борбама шумадијских и космајских партизана током лета 1943. године. Када се 3. јуна 1943. Прва чета Космајског одреда сукобила с припадницима Српске државне страже (Недићевци), код манастрија Тресије, налазио се у првој борбеној линији и био рањен. Приликом састанка Штаба одреда с члановима Главнога штаба Народноослободилачке војске и партизанских одреда Србије, у Орашцу, код Аранђеловца, изненада су на кућу у којој се одржавао састанак напали четници. Милосав је тада узео пушкомитраљез и разбио четничке.
Погинуо је 25. јуна 1943. у селу Влашка, код Младеновца, приликом напада партизана на жандармеријску станицу.
Као изузетно храбар борац, још за живота је међу својим саборцима ушао у легенду. Био је омиљен и у народу, а стари ратни Илија Димитријевић, из Ђуринаца, у знак поштовања поклонио му је свој пиштољ парабелум, који је донео са Солунског фронта.
Указом Председништва Антифашистичког већа народног ослобођења Југославије (АВНОЈ), а на предлог Врховног команданта Југословенске армије маршала Јосипа Броза Тита, за умешност у командовању, специјалне подвиге, показану храброст и нарочите заслуге за народ проглашен је за народног хероја 6. јула 1945. године. Истог дана, за народне хероје је проглашена група партизанских бораца из Србије, међу којима су били — Ђука Динић, Жикица Јовановић Шпанац, Бора Марковић, Мика Митровић и Мирко Томић.
Његово име носи осам улица на територији београдских општина Барајево, Гроцка, Младеновац, Сопот и Чукарица. Спомен-бисте су му подигнуте у родном селу Парцани, као и у Сопоту и Младеновцу.

## Фотогалерија
- Спомен-биста Милосава Влајића у Парцанима
- Спомен-биста Милосава Влајића у Сопоту
- Спомен-бисте Кике Дамњановић и Милосава Влајића у Младеновцу
- Спомен-биста Милосава Влајића у Младеновцу
- Спомен-биста Милосава Влајића у Младеновцу
- Орден народног хероја